# Weberocereus bradei
Weberocereus bradei là một loài thực vật có hoa trong họ Cactaceae. Loài này được (Britton & Rose) D.R. Hunt miêu tả khoa học đầu tiên năm 1985.